# Pete Uptegrove
Pete Uptegrove, né le 23 janvier 2001 à Bois-le-Duc, est un coureur cycliste néerlandais.

## Biographie
Pete Uptegrove est originaire de Bois-le-Duc. Il commence  le cyclisme vers l'âge de sept ans en prenant une licence dans un club de Schijndel. Durant de nombreuses années, il se consacre au cyclo-cross. Actif au niveau national, il remporte un titre de champion des Pays-Bas dans cette discipline chez les jeunes,. Il représente également son pays aux championnats d'Europe juniors en 2018. 
À l'automne 2023, il est sélectionné en équipe nationale pour participer à la première manche de la Coupe du monde de cyclo-cross, organisée aux États-Unis. Il effectue ensuite sa première saison complète sur route en 2024. Alors qu'il n'est qu'un coureur de club, il se révèle en gagnant l'Arno Wallaard Memorial, inscrit au calendrier de l'UCI Europe Tour. Il finit par ailleurs sixième du championnat des Pays-Bas des élites sans contrat, ou encore neuvième de l'Omloop der Kempen. Grâce à ses performances, il signe un contrat avec la formation continentale Metec-Solarwatt-Mantel pour la prochaine saison.

## Palmarès sur route
- 2024
  - Arno Wallaard Memorial